# Епархия Бомонта
Епархия Бомонта (лат. Dioecesis Bellomontensis) — епархия Римско-Католической церкви с центром в городе Бомонт, США. Епархия Бомонта входит в митрополию Галвестона — Хьюстона. Кафедральным собором епархии Бомонта является Собор святого Антония, имеющий статус малой базилики.

## История
25 июня 1966 года Римский папа Павел VI издал буллу «Hortatione illa», которой учредил епархию Бомонта, выделив её из архиепархии Галвестона — Хьюстона. 12 декабря 1986 года епархия Бомонта уступила часть своей территории новой епархии Тайлера.
29 декабря 2004 года епархия Бомонта вошла в митрополию Галвестона — Хьюстона.

## Ординарии епархии
- епископ Винсент Маделей Харрис[англ.] (04.07.1966 — 27.04.1971) — назначен епископом Остина
- епископ Уоррен Луи Будро[англ.] (04.06.1971 — 02.03.1977) — назначен епископом Хумы — Тибодо
- епископ Бернард Жак Гантер[англ.] (18.10.1977 — 09.10.1993)
- епископ Джозеф Энтони Галанте[англ.] (05.04.1994 — 23.11.1999) — назначен епископом-коадъютором Далласа, позднее назначен епископом Камдена
- епископ Кёртис Джон Гиллори[англ.] (02.06.2000 — 09.06.2020)
- епископ Дэвид Леон Тупс[англ.] (с 09.06.2020)

## Источник
- Annuario Pontificio, Libreria Editrice Vaticana, Città del Vaticano, 2003, ISBN 88-209-7422-3
- Булла Hortatione illa  (лат.)